# アイドルマスター SideMの登場人物
アイドルマスター SideMの登場人物（アイドルマスターサイドエムのとうじょうじんぶつ）では、バンダイナムコエンターテインメントのソーシャルゲーム『アイドルマスター SideM』、および関連作品に登場する人物について記述する。

## 概要
登場キャラクターは49人。オリジナルキャラクター45人の他、THE IDOLM@STERシリーズに登場する961プロ所属アイドル「Jupiter」の3人が元961プロ所属アイドルとして、876プロ所属アイドル秋月涼が元女装アイドルとして登場する。
各アイドルは、それぞれフィジカル、インテリ、メンタルの3種の属性に分かれている。アイドル雑誌の表紙には各アイドルの特定の組み合わせによるユニット名が記載されている。
アイドル達との親交を深めることで、彼らに関するエピソードを漫画形式で閲覧することができる。
担当声優は各メディア共通の配役。担当俳優は舞台版での配役。

## Jupiter
読みは「ジュピター」。元961プロ所属アイドルグループ。961プロでは有名アイドルとして活動していた。そのため、ほかのアイドルたちからは芸能界の先輩として扱われており、何人かのアイドルは彼らがきっかけでアイドルへ転身しているなど、憧れの対象である。ユニットロゴも961プロ時代のものから刷新されている。リーダーは天ヶ瀬冬馬。チームカラーは   黄緑。
天ヶ瀬 冬馬（あまがせ とうま）
声 - 寺島拓篤
誕生日 - 3月3日 / 年齢 - 17歳 / 星座 - 魚座 / 血液型 - B型 / 利き手 - 右 / 出身地 - 神奈川 / 身長 - 175cm / 体重 - 57kg / 靴のサイズ - 25.5cm / 属性 - フィジカル
元961プロ所属アイドル。趣味はサッカー、料理、フィギュア集め（特にロボットフィギュア）で、特技はスパイスからのカレー作り。
オーディション後、961プロ社長の黒井崇男にスカウトされ、961プロ所属アイドルとなった。だが、裏工作などを行う961プロの方針に愛想を尽かし、翔太・北斗と共に961プロを辞め、315プロへと移籍した。
素直で真っ直ぐな性格だが口が悪いのが玉に傷。
寺島は、315プロへ移籍後の冬馬は自然な笑顔を見せることが多くなったことから、力を入れずに自然体で演じることを心掛けるようにしているという。
第1回315プロダクション総選挙3位。第2回315プロダクション総選挙3位。
御手洗 翔太（みたらい しょうた）
声 - 松岡禎丞
誕生日 - 4月20日 / 年齢 - 14歳 / 星座 - 牡牛座 / 血液型 - AB型 / 利き手 - 左 / 出身地 - 東京 / 身長 - 163cm / 体重 - 49kg / 靴のサイズ - 24.5cm / 属性 - メンタル
元961プロ所属アイドル。趣味は寝ることと親孝行、特技はバク転。Jupiter結成前に見た冬馬が練習している姿に憧れている。
朝に弱く、着替えや食事も親に手伝ってもらっている。だが他のメンバーより早く練習を始めたりと、真面目な一面もある。運動神経はいいが、泳げない。いたずら好きで冬馬をよくいじっている。
伊集院 北斗（いじゅういん ほくと）
声 - 神原大地
誕生日 - 2月14日 / 年齢 - 20歳 / 星座 - 水瓶座 / 血液型 - O型 / 利き手 - 右 / 出身地 - 京都 / 身長 - 180cm / 体重 - 64kg / 靴のサイズ - 26.5cm / 属性 - インテリ
元961プロ所属アイドル。趣味はピアノ、ヴァイオリン、デート、特技は高速ネコふんじゃった。モデルのバイトをしていたが、黒井社長にスカウトされてアイドルとなる。
女好きのプレイボーイ。元々はピアニスト志望だったが、手に怪我をして夢を諦めている。舞田類とは大学で同じテニスサークルだった。

## DRAMATIC STARS
読みは「ドラマチック スターズ」。チュートリアルで最初にスカウト出来る3名からなるユニット。リーダーは天道輝。チームカラーは   金色または   ウルトラオレンジ。
天道 輝（てんどう てる）
声 - 仲村宗悟、植田千尋（幼少期）
演 - 加藤良輔
誕生日 - 2月23日 / 年齢 - 28歳 / 星座 - 魚座 / 血液型 - B型 / 利き手 - 右 / 出身地 - 福島 / 身長 - 175cm / 体重 - 63kg / 靴のサイズ - 26cm / 属性 - フィジカル
元弁護士。趣味は特撮とダーツ、特技は料理。チームイメージカラーは赤。
幼い頃は弱者を守る正義のヒーローに憧れていた。過去に起きた事件により、まっすぐに生きることを目標としている。
面倒見の良い性格で、プロデューサーや翼をよく気遣っている。よくダジャレを言ったりする。酒は2杯までしか飲めない。サービス開始当初は誕生日が3月15日であったが、再開後に2月23日に修正された。
弁護士時代、とある少年の弁護を引き受けることになったものの、所属していた弁護士事務所からその案件から利益が発生しないことを理由に手を引くよう命じられ、これに反発して退所。以降はフリーの弁護士としての道を歩み出すものの、事務所の後ろ盾のない弁護士に仕事を任せる者などなく、仕事が激減。そうしてやさぐれていた所に偶然バーで居合わせたプロデューサーにスカウトされた。
仲村は、輝が28歳であることから少年のような演技にならないようにと指示を受けるなど、音響監督と意見交換しながら役つくりを進めていったと話している。
桜庭 薫（さくらば かおる）
声 - 内田雄馬、大地葉（幼少期）
演 - 澁木稜
誕生日 - 9月24日 / 年齢 - 26歳 / 星座 - 天秤座 / 血液型 - A型 / 利き手- 両 / 出身地 - 京都 / 身長 - 178cm / 体重 - 58kg / 靴のサイズ - 26.5cm / 属性 - インテリ
元外科医。趣味は姉の形見の擦り切れた詩集を読むこと、特技は手品。チームイメージカラーは青。
幼い頃から歌が得意で、入院中の姉（声 - 葉山いくみ）に対してよく歌っていた。姉の命を奪った病を無くすため、金を稼ぐ為にアイドルになった。
完璧主義で尊大な発言が多く、度々輝とは衝突し、殴り合いの喧嘩もしていたが、徐々に打ち解けつつある。
姉のイルカのペンダントを肌身離さず身に着けている。
第1回315プロダクション総選挙10位。第2回315プロダクション総選挙8位。
柏木 翼（かしわぎ つばさ）
声 - 八代拓
演 - 宮田龍平
誕生日 - 6月2日 / 年齢 - 24歳 / 星座 - 双子座 / 血液型 - O型 / 利き手 - 左 / 出身地 - 新潟 / 身長 - 182cm / 体重 - 68kg / 靴のサイズ - 27cm / 属性 - メンタル
元パイロット候補生。趣味はテニス、読書、エコノミークラスで世界を旅することで、特技は大食いと天気読み。チームイメージカラーは緑。
何らかの理由でパイロットの夢を諦めざるを得なくなり、そのタイミングでスカウトされ、アイドルとなった。
真面目で穏やかな性格。時折卑屈な面を見せたりもする。差し入れの弁当やアイスをたくさん食べており、大食いの描写が目立つ。

## Altessimo
読みは「アルテッシモ」。元音楽家で構成されたユニット。リーダーは神楽麗。チームカラーは   ライトイエローまたは   アイボリー。
テレビアニメ版では第7話に登場。
都築 圭（つづき けい）
声 - 土岐隼一
誕生日 - 4月2日 / 年齢 - ?? / 星座 - 牡羊座 / 血液型 - O型 / 利き手 - 左 / 出身地 - ベルリン / 身長 - 182cm / 体重 - 54kg / 靴のサイズ - 27cm / 属性 - メンタル
元作曲家。趣味は特になく、特技はピアノ。音楽で生きていくためにアイドルになった。
年齢不詳でミステリアスな雰囲気を持つ男性。雨の中歌っているところをスカウトされた。麗の歌声に強い興味をもっている。マイペースな性格でボーっとしたところがあり、麗を何かと振り回している。高身長に関わらず体重が非常に軽く、水分以外はほとんど口にしない。
神楽 麗（かぐら れい）
声 - 永野由祐
誕生日 - 6月17日 / 年齢 - 16歳 / 星座 - 双子座 / 血液型 - B型 / 利き手 - 右 / 出身地 - 東京 / 身長 - 165cm / 体重 - 52kg / 靴のサイズ - 24.5cm / 属性 - インテリ
元ヴァイオリニスト。趣味はハンドクリームを塗ることで、特技は1回聞いた音楽を正確にヴァイオリンで奏でることができること。心が奏でる音楽を必要としている人達に届けるためにアイドルになった。
元はヴァイオリニストとして活躍していたが、何らかの理由により挫折。演奏を評価されたことでスカウトされた。圭の歌に強い刺激を受けている。
自分を「わたし」、プロデューサーを「貴殿」と呼ぶなど、堅い言葉遣いが特徴。
「忠実で優しい」という理由で犬が好き。また馬も好きで、競馬もテレビで見ている。サービス開始当初は年齢が19歳になっていた。

## Beit
読みは「バイト」。バイト仲間たちで構成されたユニット。メンバーたちはアイドルになる前からの知り合いである。リーダーは鷹城恭二。チームカラーは   水色。
鷹城 恭二（たかじょう きょうじ）
声 - 梅原裕一郎
誕生日 - 2月2日 / 年齢 - 20歳 / 星座 - 水瓶座 / 血液型 - A型 / 利き手 - 右 / 出身地 - 東京 / 身長 - 182cm / 体重 - 62kg / 靴のサイズ - 27cm / 属性 - インテリ
元フリーター。趣味は洗濯、特技は暗算。コンビニでバイトをしていたが、ピエールに誘われてアイドルになった。
実家は名家であるようだが、それに頼らず自分の力で成功することを望んでいる。オッドアイの持ち主（左目が青、右目が緑）。
日常では茶髪だが衣装に身を包む際は灰がかった黒髪に髪色を変えている。
兄・恭一（きょういち / 声 - 柳田淳一）と弟・ほたるがいる。弟とは兄弟関係は良好であるが、父親（声 - 小林操）と兄は恭二のアイドル活動についてよく思っていない。
ピエール
声 - 堀江瞬
誕生日 - 8月1日 / 年齢 - 15歳 / 星座 - 獅子座 / 血液型 - O型 / 利き手 - 両 / 出身地 - うみのむこう / 身長 - 165cm / 体重 - 50kg / 靴のサイズ - 24.5cm / 属性 - メンタル
元着ぐるみバイト。趣味はきぐるみとのしゃしんさつえい、特技はみかんのはやむき。
皆を笑顔にするためにアイドルとなった。チェンジ前はカエルの着ぐるみを着ているが、チェンジ後は着ぐるみを脱いでアイドル衣装を披露する。
実は某国の王子であり、王位継承権の争いに巻き込まれないために日本へとやってきた。そのため出身地を明言しておらず、3名のSPが常に警護している。プロフィール欄が全てひらがな表記なのも、まだ日本語の習得中のためである。
渡辺 みのり（わたなべ みのり）
声 - 高塚智人
誕生日 - 3月22日 / 年齢 - 31歳 / 星座 - 牡羊座 / 血液型 - AB型 / 利き手 - 右 / 出身地 - 茨城 / 身長 - 178cm / 体重 - 55kg / 靴のサイズ - 26.5cm / 属性 - フィジカル
元花屋。趣味はハンドクリーム集め、特技は運転時の抜け道探し。
大のアイドルファンで、アイドルの魅力をさらに知るためにアイドルとなった。
かつては「茨城の鬼神」の異名を持つ不良だった。幼い頃に両親を亡くしており叔父と生活していたが、他の不良との抗争に巻き込まれ叔父も命を落とした。その叔父が集めていたアイドルグッズが、現在のアイドル好きのルーツとなっている。穏やかな性格だが、アイドルのことになると熱く語る。

## W
読みは「ダブル」。双子の蒼井兄弟で構成されたユニット。2人とも元はプロのサッカー選手だった。2人ともプロデューサーを「監督」と呼ぶ。リーダーは蒼井享介。チームカラーは   黄色。
蒼井 悠介（あおい ゆうすけ）
声 - 菊池勇成
誕生日 - 7月7日 / 年齢 - 18歳 / 星座 - 蟹座 / 血液型 - B型 / 利き手 - 左 / 出身地 - 長野 / 身長 - 161cm /体重 - 52kg / 靴のサイズ - 24cm / 属性 - メンタル
元サッカー選手。享介の双子の兄。明るく楽天的な性格で考える前に体が動くタイプ。趣味・特技共にサッカー。
元々はプロのサッカー選手だったが、左膝を故障。入院中にオーディション参加を勧められたのをきっかけに、弟と共に選手を引退してアイドルになった。
蒼井 享介（あおい きょうすけ）
声 - 山谷祥生
誕生日 - 7月7日 / 年齢 - 18歳 / 星座 - 蟹座 / 血液型 - B型 / 利き手 - 右 / 出身地 - 長野 / 身長 - 161cm / 体重 - 52kg / 靴のサイズ - 24cm / 属性 - インテリ
元サッカー選手。悠介の双子の弟。たまにメガネをかけている。兄とは違い頭脳派で冷静な性格。趣味は知恵の輪、特技は練習メニューの組み立て、コーチング。
悠介の怪我について自分に責任があると感じており、それについて負い目を感じている。

## FRAME
読みは「フレーム」。元公務員で構成されたユニット。リーダーは握野英雄。チームカラーは   緑。
テレビアニメ版では第2話に登場。
握野 英雄（あくの ひでお）
声 - 熊谷健太郎
誕生日 - 3月7日 / 年齢 - 23歳 / 星座 - 魚座 / 血液型 - AB型 - 利き手 - 左 / 出身地 - 神奈川 / 身長 - 171cm / 体重 - 67kg / 靴のサイズ - 25.5cm / 属性 - インテリ
元警察官。趣味はトレラン、特技は警察犬の訓練、動物全般の躾。歌を通して子供達に「君は一人じゃない」と伝えるためにアイドルとなった。
子供好きだが顔が怖いため、子供達に怖がられてしまうのが悩み。実家は大家族で、彼と同じく全員強面。
第1回315プロダクション総選挙6位。第2回315プロダクション総選挙9位。
木村 龍（きむら りゅう）
声 - 濱健人
誕生日 - 5月5日 / 年齢 - 20歳 / 星座 - 牡牛座 / 血液型 - B型 / 利き手 - 右 / 出身地 - 千葉 / 身長 - 175cm / 体重 - 70kg / 靴のサイズ - 26cm / 属性 - フィジカル
元消防士。趣味は昼寝、特技は裁縫。一日消防署長の仕事をするためにアイドルとなった。
かなりの不運体質で、常に怪我が絶えない生活をしている。日本一の消防士を目指しているが、その不幸体質のため普通に消防士をするのは困難らしく、退職の理由も不幸体質による事故で非難されたためである。姉と弟がいる。
高校生の頃に公開演習で誠司とはすでに面識があった。再会したのは事務所の応接間。
信玄 誠司（しんげん せいじ）
声 - 増元拓也
誕生日 - 12月24日 / 年齢 - 31歳 / 星座 - 山羊座 / 血液型 - B型 / 利き手 - 右 / 出身地 - 熊本 / 身長 - 185cm / 体重 - 78kg / 靴のサイズ - 27cm / 属性 - メンタル
元自衛官。趣味は料理、特技は銃器類の早解体。人を笑顔にする職業であるため、アイドルとなった。
自衛隊時代にテロで仲間を亡くしており、その仲間のドッグタグを身につけている。退役の理由自体は怪我と言っている。
自分のことを無骨者と言ったり、女性が好みそうなプレゼントがわからないと零すなど、女性が苦手。だが、妹夫婦の娘の「あまね」のことは溺愛しており、それくらいの年の女の子が好みそうなものはわかるらしい。
常に裁縫道具を持ち歩いており、掃除・洗濯・料理が得意であるなど、家庭的な面を持つ。
新人発掘オーディションメンバーを含む唯一の九州地方出身の人物。

## 彩
読みは「さい」。日本の伝統芸能に携わっていたメンバーで構成されたユニット。衣装も和風なもので統一されている。リーダーは華村翔真。チームカラーは   紫。
テレビアニメ版では第4話に登場。
猫柳 キリオ（ねこやなぎ キリオ）
声 - 山下大輝
誕生日 - 11月12日 / 年齢 - 18歳 / 星座 - 蠍座 / 血液型 - AB型 / 利き手 - 両 / 出身地 - 群馬 / 身長 - 165cm / 体重 - 54kg / 靴のサイズ - 24.5cm / 属性 - インテリ
元落語家。趣味は珍獣観察、特技は人間、動物からマンガやアニメのキャラクターのモノマネや形態模写。アイドルをテーマとした新作小話を作るための取材としてアイドルになった。
四男三女の末っ子。語尾に「にゃんす」と付けるなど、独特な喋り方をしている。
華村 翔真（はなむら しょうま）
声 - バレッタ裕
誕生日 - 8月24日 / 年齢 - 27歳 / 星座 - 乙女座 / 血液型 - AB型 / 利き手 - 左 / 出身地 - 新潟 / 身長 - 174cm / 体重 - 55kg / 靴のサイズ - 25.5cm / 属性 - メンタル
元歌舞伎の女形。趣味はメイド喫茶巡り、特技は和太鼓演奏。
高校生の頃に見た歌舞伎の舞台に憧れ歌舞伎役者となったが、梨園の生まれではなかったため実力はあっても大役を任されることはなかった。だが、仕事終わりにJupiterの公開録画を見て希望を見出し、これまでのキャリアを捨ててアイドルになることを決意する。
元女形であるため、普段から女性のような口調で喋る。
清澄 九郎（きよすみ くろう）
声 - 中田祐矢
誕生日 - 7月3日 / 年齢 - 19歳 / 星座 - 蟹座 / 血液型 - A型 / 利き手 - 右 / 出身地 - 鎌倉 / 身長 - 178cm / 体重 - 67kg / 靴のサイズ - 26.5cm / 属性 - メンタル
元茶道家。 趣味はいろいろな入浴剤収集、特技は競技かるたと投扇興。茶の湯と和の心を広めるためにアイドルとなった。茶道の世界では有名な家の出身。
中田は九郎について、凹むこともあるが自分に足りない部分は必死に補おうとするストイックな面が尊敬できると話している。

## High×Joker
読みは「ハイ ジョーカー」。高校の軽音部のメンバーで構成されたユニット。リーダーは秋山隼人。チームカラーは   赤。
伊瀬谷 四季（いせや しき）
声 - 野上翔
演 - 土屋翔
誕生日 - 4月12日 / 年齢 - 16歳 / 星座 - 牡羊座 / 血液型 - A型 / 利き手 - 左 / 出身地 - 青森 / 身長 - 169cm / 体重 - 52kg / 靴のサイズ - 25cm / 属性 - フィジカル
ボーカル担当。 趣味はカラオケとハデパン集め、特技はカラオケ採点で意のままの点数を出せること。隼人のギターに心動かされ、バンドを始めた。
明るい性格でテンションが高い。歌に対しては真剣だが、旬からは正式なメンバーとして認められてはいない。春名ほどではないが、勉強は苦手。女性のファンを「子猫ちゃん」、男性ファンを「野郎ども」と呼んでいる。
野上は2019年4月の声優マガジンによるインタビューにて、3年以上も演じているが未だに四季の知らない面を発見することがあるという。また、野上は「作品が続く限りキャラクターも色々な角度で成長し、様々な面を見せてくれる」ことから、演じる自分自身もキャラクターと同様に成長していかなければならないと話している。
第1回315プロダクション総選挙4位。第2回315プロダクション総選挙1位。
秋山 隼人（あきやま はやと）
声 - 千葉翔也
演 - 櫻井圭登
誕生日 - 11月22日 / 年齢 - 17歳 / 星座 - 蠍座 / 血液型 - A型 / 利き手 - 右 / 出身地 - 兵庫 / 身長 - 162cm / 体重 - 48kg / 靴のサイズ - 24cm / 属性 - フィジカル
ギター・作詞作曲担当。趣味はゲームとギター、特技は野球選手のモノマネ。将来的には個人ではなくバンドとして成功したいと考えており、その下積みのためにアイドルになった。一方で、バンドを初めたのはモテたかったという理由が雑誌で明かされている。
第1回315プロダクション総選挙1位。第2回315プロダクション総選挙6位。
冬美 旬（ふゆみ じゅん）
声 - 永塚拓馬
演 - 大見拓土
誕生日 - 1月2日 / 年齢 - 16歳 / 星座 - 山羊座 / 血液型 - B型 / 利き手 - 右 / 出身地 - 山梨 / 身長 - 158cm / 体重 - 49kg / 靴のサイズ - 23.5cm / 属性 - インテリ
キーボード担当。趣味は読書、特技はピアノ。アイドルを目指してはいないが、中途半端なことをするのが嫌だということ、何か必死に夢中になれるものを探したいという理由でバンド活動を続けている。
幼少期からピアノを弾いており、その腕は神童と評されていた。しかし夏来と共にとある事件に巻き込まれ、その際に左手を負傷した影響でピアノの夢を諦めている。そのため、バンド活動に対しても本気になれずにいる。だがピアノに対する情熱は健在で、ピアノとキーボードを同一視することを何より嫌っている。
勉強も得意であり、メンバーに勉強を教えることもあるが、その一方でスイカ割りなどの夏の娯楽を知らない、林間学校に行ったことがないなど、世間知らずな面もある（本人曰く、義務教育で習っていること以外は知らないとのこと）。
第1回315プロダクション総選挙9位。 第2回315プロダクション総選挙4位。
榊 夏来（さかき なつき）
声 - 渡辺紘
演 - 設楽銀河
誕生日 - 6月18日 / 年齢 - 17歳 / 星座 - 双子座 / 血液型 - AB型 / 利き手 - 左 / 出身地 - 札幌 / 身長 - 170cm / 体重 - 54kg / 靴のサイズ - 25.5cm / 属性 - インテリ
ベース担当（左利きであるが、ベースを演奏する際は右で弾いている）。趣味は人間観察とヴァイオリン、特技は気配を消すこと。
大人しい性格。旬に対してかなりの執着を持っており、バンドを始めた理由も旬の傍にいるためであり、旬にバンドに誘われた際にはキラキラエフェクトをつけて頬を染めて必死に訴えかけてくる旬に脳内変換して鼻血を出すほど。時間がある時にはヴァイオリンを弾くこともあるが、本人曰く「大した腕前じゃない」とのこと。ちなみに、夏来の祖母は旬の家で手伝いとして働いている。
第1回315プロダクション総選挙5位。第2回315プロダクション総選挙2位。
若里 春名（わかざと はるな）
声 - 白井悠介、南真由（幼少期）
演 - 高橋祐理
誕生日 - 3月30日 / 年齢 - 18歳 / 星座 - 牡羊座 / 血液型 - O型 / 利き手 - 右 / 出身地 - 石川 / 身長 - 173cm / 体重 - 56kg / 靴のサイズ - 25.5cm / 属性 - メンタル
ドラム担当。趣味は散歩、特技はヘアメイク。3度目の留年を回避するために、部活で成績を残す目的でバンドをはじめた。
勉強が苦手。外国人の知り合いがいる影響で英会話だけは得意だが、成績には全く反映されていない。
甘いものが好きで、よくドーナツを食べている。アルバイトを掛け持ちし、住んでいるアパートもボロボロであるなど家庭は裕福ではない。
第1回315プロダクション総選挙7位。第2回315プロダクション総選挙7位。

## 神速一魂
読みは「しんそくいっこん」。ヤンキー2人で構成されたユニット。リーダーは紅井朱雀。チームカラーは   白。
テレビアニメ版では第4話に登場。
紅井 朱雀（あかい すざく）
声 - 益山武明
誕生日 - 4月4日 / 年齢 - 16歳 / 星座 - 牡羊座 / 血液型 - A型 / 利き手 - 右 / 出身地 - 北海道 / 身長 - 170cm / 体重 - 65kg / 靴のサイズ - 25.5cm / 属性 - フィジカル
熱血ヤンキー。趣味は頭に「にゃこ」を乗せて散歩すること、特技は天空朱雀落し。悪人に悪事を止めさせるためにアイドルとなった。チームイメージカラーは赤。
正義感の強い高校生で、「爆炎の朱雀」の異名を持つ。アイドルになる以前から、悪人が街で悪さをしていないかパトロールをしていた。両親はプロレスラーだが、自身はあくまでもヒールを倒す「役」でしかないプロレスラーに対してあまりいい印象は持っていない。また、どう話せばいいのか分からないといった理由で若い女性は苦手。
腹巻をしており、黒い帽子と緑色のスカーフ（カードによっては黒に変わっている）を着用（カードによっては黒いスカーフとセットで赤いTシャツを着ている）した愛猫の「にゃこ」（本名：にゃん喜威 / 声 - 益山武明）が腹巻きの中にいる。
黒野 玄武（くろの げんぶ）
声 - 深町寿成
誕生日 - 7月22日 / 年齢 - 17歳 / 星座 - 蟹座 / 血液型 - B型 / 利き手 - 左 / 出身地 - 京都 / 身長 - 190cm / 体重 - 65kg / 靴のサイズ - 28cm / 属性 - インテリ
インテリヤンキー。趣味はメガネ集め、分厚い本を読むことで、最近は家庭の医学を読んでいるとのこと。特技は天玄氷刃波、全国一斉テスト・統一模試で全科目1位を取ること。自身の頭脳で世界に平和をもたらすためにアイドルとなった。チームイメージカラーは黒。
「氷刃の玄武」の異名を持つ総長で、頭脳明晰な高校生。天涯孤独であり、児童養護施設の出身。朱雀とは中学時代に不良高校生に絡まれていた所を助けられて以来の仲であり、同じ高校の後輩にあたる。本作のアイドルの中で2番目に身長が高い（雨彦の登場までは最長身だった）。

## Café Parade
「Cafe Parade」（カフェ パレード）というカフェのスタッフたちで構成されたユニット。リーダーは神谷幸広。チームカラーは   赤紫。
テレビアニメ版では第11話に登場。
神谷 幸広（かみや ゆきひろ）
声 - 狩野翔
誕生日 - 1月17日 / 年齢 - 21歳 / 星座 - 山羊座 / 血液型 - AB型 / 利き手 - 右 / 出身地 - 兵庫 / 身長 - 181cm / 体重 - 64kg / 靴のサイズ - 27cm / 属性 - メンタル
「Cafe Parade」のオーナー兼ギャルソン。趣味はバックパックと世界旅行、特技は早着替えと華麗なスプーンフォーク捌きによるサーバー技。世界中に幸せを届けるためにアイドルになった。
旅行好きで、世界中を旅していた。東雲とは高校生の頃からの友人。方向音痴で真っ直ぐの道ですら危うい。
東雲 荘一郎（しののめ そういちろう）
声 - 天﨑滉平
誕生日 - 11月8日 / 年齢 - 21歳 / 星座 - 蠍座 / 血液型 - B型 / 利き手 - 右 / 出身地 - 大阪 / 身長 - 177cm / 体重 - 65kg / 靴のサイズ - 26cm / 属性 - インテリ
パティシエ。趣味は畳の目を数えることとジグソーパズル、特技は飴細工と折紙。
糸目が特徴。口元にほくろがある。実家は老舗の和菓子屋だが、あんこを受け付けない体質であるため、家を継ぐことを諦めた。
基本的には誰に対しても敬語だが、プロデューサーや神谷には関西弁が混じることもある。
アスラン＝BB II世（アスラン・ベルゼビュート・にせい）
声 - 古川慎、佳原萌枝（幼少期）
誕生日 - マヤ暦5174年10月9日 / 年齢 - 26歳 / 星座 - 天秤座 / 血液型 - A型 / 利き手 - 両 / 出身地 - ゲヘナ / 身長 - 174cm / 体重 - 66kg / 靴のサイズ - 25.5cm / 属性 - フィジカル
シェフ。趣味は禁じられた新たなるレシピの発見、特技は召喚術と詠唱。本人曰く、アイドルになった理由は「飢えた子羊どもに我が糧を与え、肥やし続けるため」とのこと。
自らを「堕天使サタンに仕えし者」と自称する青年。オッドアイであり（右目が赤で左目が黄色）、左目を眼帯で隠している。ぬいぐるみの「サタン」を常に持っており、これがなくなると大人しい素の性格が出てきてしまう。なお、「サタン」は夜になると動くという噂がある。
幼少期は家族が留守にしがちだった為に、孤独な生活を送っていた。そんな中、「サバト」という店でシェフとしての師匠と出会い、料理の才能を開花させていった。現在の特徴的な口調も師匠譲りである。だが別の店で修行中、師匠は「世界中の食材を探し求める旅に出る」と店を畳んで失踪。その後は風変わりな言動が災いし、なかなか雇おうとする者は現れなかったが、その性格を受け入れてくれた神谷に心惹かれ、「Cafe Parade」に入ることになった。
第2回315プロダクション総選挙10位。
卯月 巻緒（うづき まきお）
声 - 児玉卓也
誕生日 - 12月12日 / 年齢 - 18歳 / 星座 - 射手座 / 血液型 - AB型 / 利き手 - 左 / 出身地 - 高知 / 身長 - 163cm / 体重 - 52kg / 靴のサイズ - 24.5cm / 属性 - メンタル
ウェイター。趣味は全国ケーキ食べ歩き、特技は利きケーキと一輪車。ケーキが大好きで、ケーキの魅力を広めるためにアイドルとなった。選んだケーキの香りや色合いなどから運勢を占える「ケーキ占い」ができ、そこそこ当たるとのこと。
中性的な外見。幼いころに母親を亡くしている。咲と仲が良く、彼からは「ロール」と呼ばれている。
水嶋 咲（みずしま さき）
声 - 小林大紀
誕生日 - 8月19日 / 年齢 - 18歳 / 星座 - 獅子座 / 血液型 - B型 / 利き手 - 右 / 出身地 - 千葉 / 身長 - 160cm / 体重 - 48kg / 靴のサイズ - 24cm / 属性 - フィジカル
メイド。趣味は手品、特技は逆立ち。
可愛らしい女性のような容姿をしているが、実は男性で、所謂女装男子である。ツインテールはウィッグで女装時はメイクをしている。ただし、女の子になりたいわけではなく、あくまでも自分らしく生きることをモットーに女装している。そのため、世間が男らしさ、女らしさといった性差に拘ることに疑問を抱いている。
明るい性格で、「パピッと」などの独特な言い回しが特徴。学校では詰襟の学生服を着ており、髪は短髪。父親には男らしく生きるように言われているため、女装でアイドル活動をしていることは伏せている。
小林は「いつも一生懸命だけど、それを表に出さないような周りに気遣いができる子」というイメージで演じていると話している。

## もふもふえん
男子小学生で構成されたユニット。リーダーは岡村直央。チームカラーは   パステルピンク。
テレビアニメ版では第3話に登場。子供向け番組「あいつといっしょ！」の出演者として登場。直央がメインMC、志狼がレギュラー出演、かのんがゲスト出演となっている。
岡村 直央（おかむら なお）
声 - 矢野奨吾
誕生日 - 3月25日 / 年齢 - 11歳 / 星座 - 牡羊座 / 血液型 - A型 / 利き手 - 右 / 出身地 - 千葉 / 身長 - 143cm / 体重 - 33kg / 靴のサイズ - 21cm / 属性 - インテリ
元子役タレント。趣味は将棋、特技は編み物。母親に「Jupiterと同じステージに立てるまでがんばれ」と言われてアイドルになった。
チェンジ前は眼鏡をかけているが、チェンジ後は眼鏡をはずしていることが多い。
大人しい性格で、自分に自信が持てない。志狼とは幼馴染。
橘 志狼（たちばな しろう）
声 - 古畑恵介
誕生日 - 4月22日 / 年齢 - 11歳 / 星座 - 牡牛座 / 血液型 - B型 / 利き手 - 左 / 出身地 - 栃木 / 身長 - 139cm / 体重 - 34kg / 靴のサイズ - 20.5cm / 属性 - フィジカル
元子役。趣味はバスケ、特技はブレイクダンス。
やんちゃな性格。直央がアイドルになったのを知り、それに対抗するためにアイドルとなった。
姫野 かのん（ひめの かのん）
声 - 村瀬歩
誕生日 - 2月10日 / 年齢 - 9歳 / 星座 - 水瓶座 / O型 / 利き手 - 右 / 出身地 - 東京 / 身長 - 125cm / 体重 - 22kg / 靴のサイズ - 20cm / 属性 - メンタル
元キッズモデル。 趣味はお散歩、特技はピアノ。
中性的で可愛らしい容姿をしている。ただし女の子扱いをされるのは嫌っており、あくまで少年として可愛い面を見てもらおうとしている。可愛らしい服を好むが、かっこいい服も好んでいる。妹がおり、とても面倒見がいい。
父親（声 - 眞對友樹也）が服飾関係の仕事をしており、父親が作った服を広めたいと考えている。
本作のアイドルの中で最年少であり、身長・体重・靴のサイズも最も小さい。

## S.E.M
読みは「セム」。元教師で構成されたユニット。リーダーは硲道夫。メンバーは同じ学校の教師。チームカラーは   ピンクもしくはマゼンタ。
硲 道夫（はざま みちお）
声 - 伊東健人
誕生日 - 1月13日 / 年齢 - 32歳 / 星座 - 山羊座 / 血液型 - AB型 / 利き手 - 左 / 出身地 - 淡路島 / 身長 - 178cm / 体重 - 65kg / 靴のサイズ - 26.5cm / 属性 - インテリ
元数学教師。趣味は掃除とパズル、特技は円周率の暗唱。生徒達に夢を与え、勉強への意欲を芽生えさせるためにアイドルを目指した。高校生の妹がいる。本作のアイドルの中では最年長。
教師時代は舞田曰く「教え方が早くて上手い」ことで評判だった。だが、生徒には授業が退屈と思われることもあり、それに対して自分なりに授業を楽しませようと工夫をしていたが空回りしていた。そんな中、高校の文化祭に招待されたJupiterに熱狂する生徒たちの姿を目の当たりにしたことで、生徒を導くのは教師ではなく、生徒たちが熱中する存在であるアイドルだと考え、アイドルに転向した。
舞田 類（まいた るい）
声 - 榎木淳弥
誕生日 - 8月8日 / 年齢 - 23歳 / 星座 - 獅子座 / 血液型 - B型 / 利き手 - 両 / 出身地 - 横須賀 / 身長 - 170cm / 体重 - 58kg / 靴のサイズ - 25.5cm / 属性 - メンタル
元英語教師。趣味はスキー、スノボ、サーフィン、特技はけん玉。硲に誘われ、教師よりもエキサイティングな人生が送れるかもしれないと考えてアイドルとなった。
英語交じりの口調が特徴。山下とは家が隣同士で、夕食を食べに家に行くこともあるという。北斗とは同じ大学のテニスサークルに所属していた。
山下 次郎（やました じろう）
声 - 中島ヨシキ
誕生日 - 9月1日 / 年齢 - 30歳 / 星座 - 乙女座 / 血液型 - O型 / 利き手 - 右 / 出身地 - 石川| / 身長 - 185cm / 体重 - 70kg / 靴のサイズ - 27cm / 属性 - インテリ
元化学教師。趣味は猫カフェめぐりと競馬、特技はラジオ体操。硲に誘われ、大金を稼げるかと考えてアイドルになった。
第1回315プロダクション総選挙2位。

## THE 虎牙道
読みは「ザ こがどう」。元格闘家で構成されたユニット。また、メンバー全員の属性が同じである唯一のユニットである。リーダーは大河タケル。チームカラーは   黒。
大河 タケル（たいが タケル）
声 - 寺島惇太
誕生日 - 12月21日 / 年齢 - 17歳 / 星座 - 射手座 / 血液型 - B型 / 利き手 - 左 / 出身地 - 宮城 / 身長 - 165cm / 体重 - 52kg / 靴のサイズ - 24.5cm / 属性 - フィジカル
元ボクサー。趣味は近所の猫に餌付けすることとランニング、特技は体を動かすことならなんでも、シューティングゲーム。自分にとってかけがえのない宝物をもう一度手に入れるためにアイドルになった。チームイメージカラーは青。
口下手のため口数が少ない。仕事に対しては真面目で、常にトレーニングを欠かさない。元々は児童養護施設で弟や妹と暮らしていたが、何らかの理由で離れ離れになってしまった。そのため、アイドルになることで弟妹を見つけることができるのではないかと考えている。
アニメ版
第5話に登場。

円城寺 道流（えんじょうじ みちる）
声 - 濱野大輝
誕生日 - 9月14日 / 年齢 - 24歳 / 星座 - 乙女座 / 血液型 - O型 / 利き手 - 両 / 出身地 - 高知 / 身長 - 185cm / 体重 - 80kg / 靴のサイズ - 28.5cm / 属性 - フィジカル
元ラーメン屋。趣味は資格取得、特技はたくさんありすぎてかけないが､最近はあみぐるみにハマっているとのこと。金を稼いで、今のビルでラーメン屋を続けるためにアイドルになった。日常でも、衣装でも帽子やバンダナを巻いている。チームイメージカラーはオレンジ。本作のアイドルの中で最重量かつ靴のサイズが最も大きい。
元々は柔道家であり、金メダルを取ったことがあるが、故障により引退。その後、ラーメン屋「男道らーめん」の店主に弟子入りし、店を任されるようになる。だが、店を構えていたビルの取り壊しが決まり、店も立ち退きを要求されてしまう。それを阻止するためにビル一棟丸ごと買い取ることを考え、その資金を得るためにアイドルを目指すことになった。現在店は店主が切り盛りをしているが、オフの日はアイドルになった今でも自ら店に立っている。 
アニメ版
第1話に登場。輝と翼が立ち寄ったラーメン屋「男道らーめん」の店主として登場。

牙崎 漣（きざき れん）
声 - 小松昌平
誕生日 - 5月14日 / 年齢 - 18歳 / 星座 - 牡牛座 / 血液型 - 不明 / 利き手 - 両 / 出身地 - 海外の何処か / 身長 - 172cm / 体重 - 59kg / 靴のサイズ - 25.5cm / 属性 - フィジカル
元拳法家。本人曰く、趣味は「なんでんなことオマエに教えないといけねｰんだ? バァーカ!」、特技は「相手をぶったおすことにきまってんだろ!」とのこと。最強になるためにアイドルになった。チームイメージカラーは赤。
口が悪く常に尊大な口調で話す。自分勝手でわがままな性格。「天才拳法少年」として雑誌で紹介されていたことがある。誕生日は2015年5月13日まで不明であった。
幼少期は父親と二人で放浪していたらしく、武術も父から受け継いだもの。しかし、旅の中で度重なる私闘を勝手に行っていたため、見かねた父より許可のない私闘と試合の一切を禁じられている。
第1回315プロダクション総選挙8位。第2回315プロダクション総選挙5位。
アニメ版
第5話に登場。

## F-LAGS
読みは「フラッグス」。2015年4月30日に追加されたユニット。リーダーは秋月涼。チームカラーは   青。
秋月 涼（あきづき りょう）
声 - 三瓶由布子
誕生日 - 9月15日 / 年齢 - 15歳 / 星座 - 乙女座 / 血液型 - O型 / 利き手 - 右 / 出身地 - 東京 / 身長 - 164cm / 体重 - 54kg / 靴のサイズ - 24.5cm / 属性 - メンタル
元女装アイドル。趣味は掃除とお料理、特技はダンスと変装。
「アイドルマスターDS」においてコンバートに成功した後の時間軸とされ、現状では315プロと876プロの両方に所属している状態となっている。876プロ時代に築いた良縁は続いている模様で、愛や絵理を自身が出演するライブに招待している。女装アイドル時代の癖がまだ抜けきっておらず、内股で座ったり、胸パッドを仕事場に持ってきてしまうことがある。
アニメ版
第3話に登場。まだ876プロの女装アイドルとしての状態であり、DRAMATIC STARSの3人には性別がばれることはなかった。

九十九 一希（つくも かずき）
声 - 徳武竜也 → 比留間俊哉
誕生日 - 10月13日 / 年齢 - 19歳 / 星座 - 天秤座 / 血液型 - A型 / 利き手 - 右 / 出身地 - 岐阜 / 身長 - 178cm / 体重 - 64kg / 靴のサイズ - 26.5cm / 属性 - インテリ
元小説家。趣味はキャンプと読書、特技は一度読んだ本の内容は大体覚えていることと、食べられるキノコを見分けられること。自らの言葉で自らの思いを伝えるためにアイドルになった。アイドル志望動機は涼が男性であることを告白し出演した「オールド・ホイッスル」を見たため。
父親が小説家であり、自身は父のゴーストライターをしていた。
アニメ版
第8話に登場。

兜 大吾（かぶと だいご）
声 - 浦尾岳大
誕生日 - 5月20日 / 年齢 - 14歳 / 星座 - 牡牛座 / 血液型 - AB型 / 利き手 - 右 / 出身地 - 広島 / 身長 - 160cm / 体重 - 52kg / 靴のサイズ - 24cm / 属性 - フィジカル
元六代目。趣味は格ゲー、特技は居合道とかつらむき。涼と出会い、何だか面白そうだと思い、アイドルになった。
何の六代目かは明かされていないが、黒服の取り巻きが写っていることや、「カチコミじゃー！」という掛け声から、極道の六代目と推測される。そうした事情からか、家族はバラバラになって暮らしており、いつか再び仲良く暮らすことを望んでいる。また、家業を継がせるためにいろいろと仕込まれたらしく、勉強は得意。ネズミが苦手。
アニメ版
第9話に登場。

## Legenders
読みは「レジェンダーズ」。2016年7月22日に追加された、2015年12月9日から12月31日にかけて開催された第1回新アイドル発掘オーディションの合格者3名によるユニット。リーダーは葛之葉雨彦。チームカラーは   ブルーグレー。
葛之葉 雨彦（くずのは あめひこ）
声 - 笠間淳
誕生日 - 10月31日 / 年齢 - 30歳 / 星座 - 蠍座 / 血液型 - O型 / 利き手 - 両 / 出身地 - 奈良 / 身長 - 191cm / 体重 - 74kg / 靴のサイズ - 28cm / 属性 - インテリ
元清掃員。趣味は星占い、特技は折り紙。芸能界の汚れを掃除するためにアイドルになった。本作のアイドルの中では最も身長が高い。
実家は「アヤカシ清掃社」という清掃業者で、自身もその一員だった。また、人のネガティブな感情が靄のように見えるらしく、自身はそれを「汚れ」と呼んでいる。ある時、とあるテレビ局で清掃作業をしていた際にそこで多くの「汚れ」を目の当たりにし、それをなくすためにアイドルに転身した。
アニメ版
第11話に登場。

北村 想楽（きたむら そら）
声 - 汐谷文康
誕生日 - 11月28日 / 年齢 - 19歳 / 星座 - 射手座 / 血液型 - B型 / 利き手 - 右 / 出身地 - 三重 / 身長 - 174cm / 体重 - 62kg / 靴のサイズ - 26.5cm / 属性 - メンタル
元雑貨屋店員。趣味は一人旅、特技は書道。自分らしく振舞いつつ、生活費を手にするためにアイドルになった。大学生で専攻は国文学。
社会人としての仕事に忙殺され趣味の絵画が出来なくなった兄や、就職の為に自らを偽る学生の姿を目の当たりにして、そうした状況がいずれ自分にも降りかかる事に悩んでいた。 そんな中、315プロダクションのオーディションの告知を知ったことで、アイドルという職業ならば自分らしく居続けることが出来るかもしれないと考え、アイドルになる事を決意した。 
アニメ版
第7話に登場。

古論 クリス（ころん クリス）
声 - 駒田航
誕生日 - 10月11日 / 年齢 - 29歳 / 星座 - 天秤座 / 血液型 - AB型 / 利き手 - 右 / 出身地 - 埼玉 / 身長 - 187cm / 体重 - 58kg / 靴のサイズ - 27.5cm / 属性 - インテリ
元海洋学者で、大学の助教。趣味は水族館めぐり、特技は素潜り(水中息止め)。海の魅力を広く世に伝えるためにアイドルになった。
母がスペイン人のハーフ。研究者としては非常に優秀だったが教員としての資質には乏しく、大学では授業を真面目に聞く者は少なかった。そんな中、FRAMEとCafe Paradeの水族館ライブを見に行った学生が、ついでに見た水族館の展示に興味を持ったという話を聞き、アイドルになれば海の魅力を伝えられ、興味を持ってもらえると考えた。そして、大学で海の魅力を伝えることに限界を感じていたこともあり、アイドルに転身することとなった。
アニメ版
第8話に登場。

## C.FIRST
読みは「クラス ファースト」。生徒会長3名によるユニット。リーダーは天峰秀。チームカラーは   青緑。
『GROWING STARS』のリリースにあたり追加されたユニットで、モバゲー版には登場しない。
天峰 秀（あまみね しゅう）
声 - 伊瀬結陸
演 - 北川尚弥
誕生日 - 12月1日 / 年齢 - 16歳 / 星座 - 射手座 / 血液型 - B型 / 利き手 - 右 / 出身地 - 東京 / 身長 - 170cm / 体重 - 55kg / 靴のサイズ - ？ / 属性 - インテリ
趣味は音楽、アニメ、情報収集、特技は右手と左手で同時に別々のゲームができること。高校1年生にして生徒会長を務める、文武両道の天才肌。
伊瀬はスタジオオーディションの際には自然な感じで演じてほしいという指示を受け、それがその後の役作りにも繋がっていると、歌唱オーディションの際には自身の素を出してみたところ、スタッフから好感触を得られたと話している。また、伊瀬は秀を演じる上では16歳という年齢を考慮して、クールに振る舞うだけではなく幼さも出るように、表情の変化を伝えることを意識している。
花園 百々人（はなぞの ももひと）
声 - 宮﨑雅也
演 - 中島優斗
誕生日 - 6月30日 / 年齢 - 17歳 / 星座 - 蟹座 / 血液型 - A型 / 利き手 - 両 / 出身地 - 東京 / 身長 - 177cm / 体重 - 58kg / 靴のサイズ - ？ / 属性 - メンタル
趣味は特になく、特技は人に愛されること。柔和で人懐っこい人気者だが、自分のことは中々話したがらない。プロデューサーに強い好感を持つ。
かつて「賞キラー」と呼ばれるほど数々の賞を獲得していたにもかかわらず、両親に「中途半端な賞ばかりで期待に応えられない役立たず」と見放され育児放棄された過去を持つ。そのため、何か才能がないと生きる資格も貰えないと絶望していたが、プロデューサーから「アイドルの才能を感じる」とスカウトされたことで、「何の才能もない自分に生きる意味をくれた」と感じ、アイドルになる事を決意した。
眉見 鋭心（まゆみ えいしん）
声 - 大塚剛央
演 - 平賀勇成
誕生日 - 5月23日 / 年齢 - 18歳 / 星座 - 双子座 / 血液型 - O型 / 利き手 - 右 / 出身地 - 東京 / 身長 - 180cm / 体重 - 65kg / 靴のサイズ - ？ / 属性 - フィジカル
趣味は映画鑑賞、特技は水上オートバイの操縦。文武両道で冷静かつ勇敢な性格で、全校生徒の憧れとなっている。他人とは距離を置きがちで、必要以上の馴れ合いは好まない。両親は大物俳優で、自身も幼少期から2世タレントとなるよう複数の芸能事務所からオファーを受けていたが、その一方で祖父母からは芸能界入りを反対されていた。そのため、自分の実力・適性を見極めるために両親の事務所とは異なる315プロに所属する。

## その他の登場人物
齋藤 孝司（さいとう たかし）
声 - 立木文彦
315プロ代表取締役。アイドルマスターシリーズの各代表取締役同様に黒塗りのシルエットで登場。あらゆる男女層に人気の出る、力溢れるアイドルを求めている。熱い性格を感じさせる言動でPRを行っている。
山村 賢（やまむら けん）
声 - 河西健吾
演 - 三好大貴
誕生日 - 7月2日 / 年齢 - 不明 / 星座 - 蟹座 / 血液型 - A型 / 利き手 - 両 / 出身地 - 神奈川 / 身長 - 176cm / 体重 - 61kg / 靴のサイズ - 26cm / 属性 - EX
315プロの事務員。趣味は釣り、特技は暗算。メガネを額に乗せている。765プロにおける音無小鳥、346プロにおける千川ちひろにあたるキャラクター。
2015年7月1日に公開された寸劇で、誕生日と学生アルバイトであることが判明した。
プロデューサー
ゲーム内においてプレイヤーの分身となるキャラクター。プレイヤーの分身であるため詳細なプロフィールは設定されていないが、雑誌などではスーツ姿で長髪を一つに束ねている。性別は特別言及はされていない。
テレビアニメ版
声 - 石川界人
テレビアニメ版に登場するプロデューサー。容姿はゲーム内の雑誌に近い姿をしている。担当声優の名前から、視聴者からは「石川P」と呼ばれることもある。
石川はプロデューサーという立場から、一歩引いたところでアイドルたちをみているという「成人した子と母」の関係性に近いと考え、男性であるものの女性の気持ちで演じているという。また、複数のマネージャーにヒアリングを行い、タレントをサポートする側の心情を研究したことを明かしている。

黒井 崇男（くろい たかお）
声 - 子安武人
Jupiterのゲーム内雑誌、および「Episode of Jupiter」の回想シーン、『GROWING STARS』で登場。
Jupiterが過去に所属していた961プロダクションの社長。

### 新アイドル発掘オーディション
2015年12月9日 - 12月31日にかけて開催された「新アイドル発掘オーディション」にてエントリーされたキャラクターたち。北村想楽、葛之葉雨彦、古論クリスの3人が合格、Legenders結成となった。ここでは、不合格者のみ記述する。
美作 武史（みまさか たけし）
22歳。元警備員。
三条 悟朗（さんじょう ごろう）
25歳。元保育士。
風間 忍（かざま しのぶ）
24歳。元特殊メイクアップアーティスト。
白石 瑛流（しらいし える）
21歳。元おもちゃ屋。
猪狩 礼生（いがり れお）
16歳。元高校球児。
安堂 鞠王（あんどう まりお）
27歳。元駄菓子屋。

### アニメのみの登場人物
天海 春香（あまみ はるか）
声 - 中村繪里子
「Episode of Jupiter」に登場。劇場版の1シーンがJupiter側からの視点で描かれている場面にて登場。
善澤（よしざわ）記者
声 - 星野充昭
『アイドルマスター』『アイドルマスター シンデレラガールズ』から引き続いて登場する敏腕記者。
「Episode of Jupiter」とテレビアニメ本編に登場。961プロを退社し再出発したJupiterの記事や、デビューするDRAMATIC STARSの記事などを書いている。斉藤社長とも交流がある。作中の名刺には「善澤充昭」と名前が記されている。

### コラボレーションによるゲストキャラクター
| 名前                     | 声優       | 出典                     |
| ------------------------ | ---------- | ------------------------ |
| ランスロット             | 小野友樹   | グランブルーファンタジー |
| ビィ                     | 釘宮理恵   | グランブルーファンタジー |
| ユーリ・ローウェル       | 鳥海浩輔   | テイルズ オブ アスタリア |
| ルーク・フォン・ファブレ | 鈴木千尋   | テイルズ オブ アスタリア |
| レイヴン                 | 竹本英史   | テイルズ オブ アスタリア |
| ザビーダ                 | 津田健次郎 | テイルズ オブ アスタリア |